# Niños Goebbels

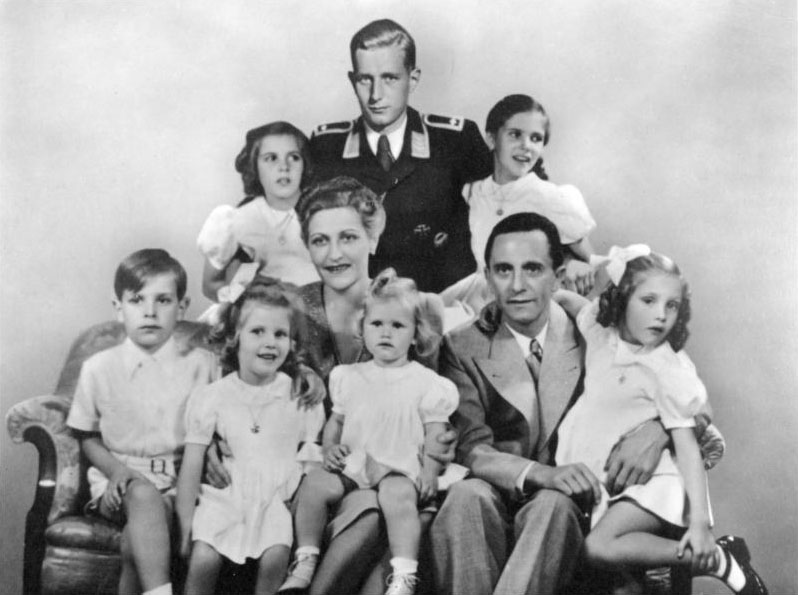
La familia Goebbels en 1942. Detrás: Hildegard, Harald y Helga; delante: Helmut, Hedwig, Magda, Heidrun, Joseph y Holdine. En esta imagen, la cual fue objeto de manipulación, Harald (de uniforme) quien se encontraba cumpliendo deberes militares en algún sitio que se desconoce, fue insertado y retocado.

Los niños Goebbels fueron cinco niñas y un niño, hijos del Ministro de Propaganda nazi Joseph Goebbels y su esposa Magda. Los pequeños, nacidos entre 1932 y 1940, fueron asesinados por sus padres en Berlín el 1 de mayo de 1945, mismo día en que ambos se suicidaron.
Magda Goebbels tenía un hijo mayor fruto de su primer matrimonio, Harald Quandt, quien tenía veintitrés años cuando sus hermanos pequeños fueron asesinados.

## Nombres
Varios autores han llegado a la conclusión de que los nombres de los niños empezaban por la letra «H» debido a que ello constituía un tributo a Adolf Hitler, si bien no existen evidencias que apoyen esta teoría; de hecho, parece ser que la costumbre de Magda de poner a sus hijos nombres que empezasen por dicha letra fue idea de su primer esposo, Günther Quandt, quien había puesto a sus otros dos hijos nombres que empezaban por la letra «H» debido a que el nombre de su primera esposa empezaba con esa letra.
Esta tesis fue defendida por la madre de Magda, Auguste Behrend, quien declaró que la familia había llevado a cabo un juego inocente el cual consistía en buscar nuevos nombres que empezasen con la letra «H» para cada hijo sucesivo.

## Niños

### Harald

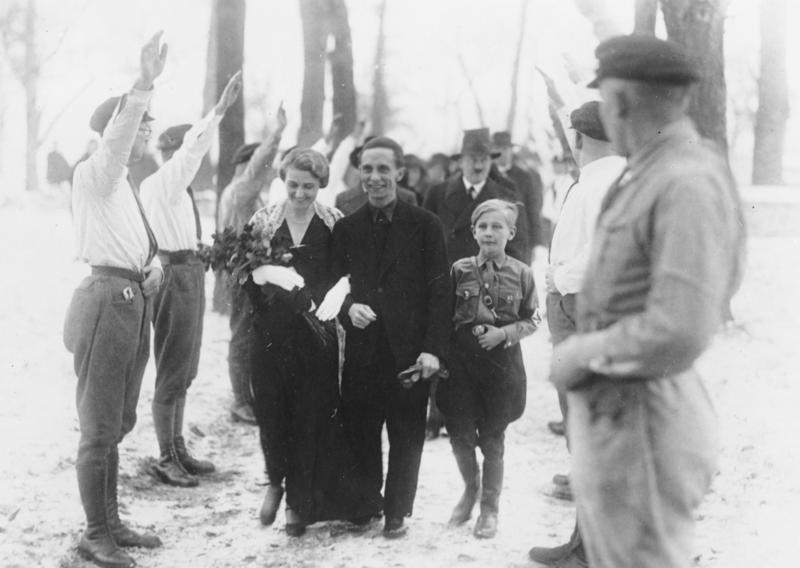
Harald Quandt luciendo el uniforme militar de las Juventudes Hitlerianas el día de la boda de su madre. Hitler, quien figura detrás de la pareja, sirvió como padrino del novio.

Magda y Günther Quandt contrajeron matrimonio el 4 de enero de 1921, naciendo su primer y único hijo, Harald Quandt, el 1 de noviembre del mismo año y divorciándose la pareja en 1929. Magda se unió al Partido Nazi el 1 de septiembre de 1930, realizando inicialmente trabajos voluntarios, si bien nunca se caracterizó por ser activamente política. Magda se trasladó de la rama local del partido a los cuarteles en Berlín, sirviendo por un breve periodo de tiempo como secretaria de Hans Meinshausen, delegado de Joseph Goebbels, antes de ser invitada a hacerse cargo de los papeles privados del propio Goebbels. Tanto Magda como él iniciaron una relación amorosa durante un viaje con amigos a Weimar en febrero de 1931. Finalmente, la pareja contrajo nupcias el 19 de diciembre de 1931, siendo Hitler testigo del enlace.
Harald no solo asistió a la boda de su madre con Goebbels, sino que mantuvo una relación cercana con su padrastro, acompañándolo a reuniones y apareciendo públicamente cerca de él luciendo el uniforme de las Juventudes Hitlerianas. Tras su nombramiento como ministro, Goebbels solicitó al padre de Harald liberar a Magda de las obligaciones impuestas a ella tras su divorcio, trasladándose Harald a vivir con él tras la boda y mudándose definitivamente a la propiedad de los Goebbels en 1934.
Harald sirvió posteriormente como teniente en la Luftwaffe, convirtiéndose en el único hijo de Magda en sobrevivir a la Segunda Guerra Mundial. En las décadas de 1950 y 1960, Harald fue uno de los industriales más importantes de Alemania Occidental. Padre de cinco hijos, murió en 1967 cuando su avión personal se estrelló en Italia.

### Helga Susanne
Nacida el 1 de septiembre de 1932, Goebbels se sentía orgulloso de su hija mayor, dirigiéndose por lo general a su cuna nada más llegar a casa para ponerla en su regazo. Consentida por su padre, Helga solía preferirlo a él antes que a su madre, siendo considerada un bebé hermoso que nunca lloraba, teniendo por costumbre sentarse a escuchar a los oficiales nazis. La niña no era ajena a Hitler, quien sentía adoración por los niños alemanes; el político solía ponerla en su regazo durante sus tertulias con los Goebbels. De hecho, Helga fue fotografiada junto a su hermana Hildegard mientras ambas presentaban un ramo de flores a Hitler como regalo por su cumpleaños el 20 de abril de 1936.
Helga tenía doce años cuando fue asesinada. Las contusiones presentes en su cuerpo, la mayor parte localizadas en el rostro, condujeron a especulaciones sobre la posibilidad de que Helga se resistiese a tomar la ampolla de cianuro que le fue introducida entre los dientes.

### Hildegard Traudel
Nacida el 13 de abril de 1934, Hildegard era comúnmente llamada «Hilde». En una anotación efectuada en 1941 en su diario, Joseph se refirió a ella como «un pequeño ratón». Hilde fue fotografiada junto a su hermana Helga mientras ambas presentaban un ramo de flores a Hitler como regalo por su cumpleaños el 20 de abril de 1936. Tenía once años al momento de su muerte.

### Helmut Christian

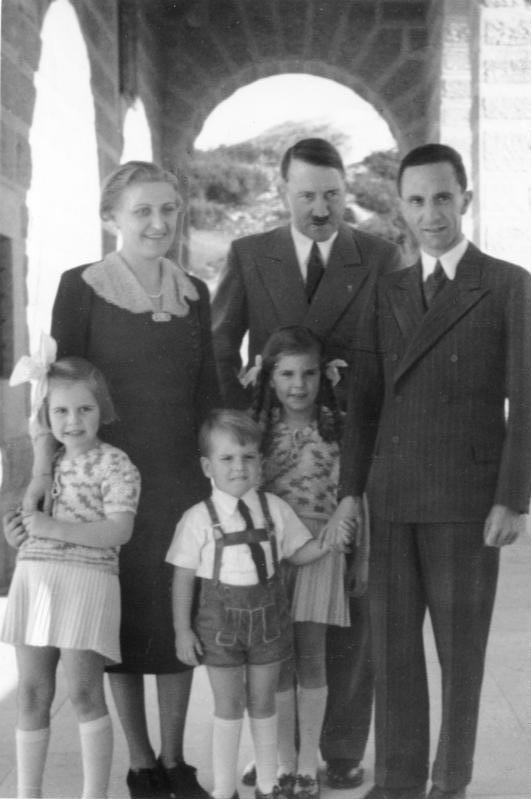
Magda y Joseph Goebbels con sus hijos Hilde (izquierda), Helmut (centro) y Helga (derecha) durante una visita a Hitler en su residencia de Obersalzberg en 1938.

Nacido el 2 de octubre de 1935, Helmut, quien requirió el uso de aparato dental, era considerado un niño sensible. En su diario, Goebbels se refirió a él como un «payaso». Cuando su profesor en la escuela primaria de Lanke informó, para disgusto de su padre, que su promoción a un nivel superior era dudosa, Goebbels dispuso que Helmut recibiese una educación intensa por parte de su madre y su institutriz, logrando promocionar al siguiente grado.
El 26 de abril de 1945, Helmut leyó en voz alta el discurso que su padre dirigió a Hitler con motivo de su cumpleaños, respondiendo posteriormente a las protestas de Helga de que había copiado a su padre argumentando que había sido Goebbels quien lo había copiado a él. El 30 de abril de 1945, Helmut se mostró grosero con una enfermera de quince años que atendía a los heridos en el búnker. La enfermera, Johanna Ruf, respondió al joven propinándole una bofetada sin saber que se trataba del hijo de Goebbels, algo que descubrió posteriormente. Más tarde aquel día, Traudl Junge, secretaria de Hitler, afirmó que mientras estaba con los niños en la cocina del Führerbunker, todos oyeron el sonido del disparo autoinflingido de Hitler. Helmut, quien erróneamente creyó que se trataba del sonido de un mortero, gritó: «Eso ha sido diana». Helmut tenía nueve años cuando murió.

### Holdine Kathrin
Nacida el 19 de febrero de 1937, se cree que Holde fue llamada así cuando el médico que la ayudó a nacer, Walter Stoeckel, se acercó a ella y dijo: «Das ist eine Holde!» («¡Es bonita!»). Al parecer, Holde era la menos vivaz de los hijos de los Goebbels, siendo hasta cierto punto desplazada por los demás, lo que causó angustia en la pequeña. Goebbels respondió a esto convirtiéndola en una especie de hija favorita, a lo que Holde reaccionó con devoción hacia su padre. Tenía ocho años al momento de su muerte.

### Hedwig Johanna
Nacida el 4 de mayo de 1938, era comúnmente llamada «Hedda». La pequeña insistió en 1944 en casarse cuando fuese adulta con el ayudante de las SS Günther Schwägermann, por quien se sentía atraída debido a que Schwägermann tenía una prótesis ocular. Murió tres días antes de su séptimo cumpleaños.

### Heidrun Elisabeth
Nacida el 29 de octubre de 1940, Heidrun cumplía años el mismo día que su padre. Fue llamada «la niña de la reconciliación» debido a que fue concebida poco después de que sus progenitores se reconciliasen. Rochus Misch describió a Heidrun como una «pequeña coqueta» que solía bromear con él en el búnker. Tenía cuatro años al momento de su muerte.

## Vida familiar
En 1936, buscando privacidad para sí mismo y para su familia, Goebbels adquirió una suntuosa casa ubicada en unos terrenos de su propiedad en Schwanenwerder, una isla situada en el río Havel. Así mismo, Goebbels compró un yate a motor, Baldur, para navegar por el río. Harald tenía su propia estancia en la primera planta mientras que Helga e Hilde compartían otra. Los niños no solo tenían ponis a su disposición, sino que podían hacer uso de un pequeño carruaje para recorrer los jardines del recinto. Dos años después, Goebbels adquirió una propiedad cercana así como una amplia extensión de terreno, incluyendo un bastión privado para su recreo personal. Posteriormente, Berlín puso a su disposición una segunda casa ubicada junto al lago Bogensee a modo de residencia oficial, la cual era utilizada por la familia únicamente los fines de semana. Goebbels añadiría más tarde una gran casa de estilo moderno en la orilla opuesta del lago.
El matrimonio atravesó una crisis al final del verano de 1938 debido a la infidelidad de Goebbels con la actriz checa Lída Baarová, ordenando el propio Hitler a Goebbels poner fin a dicha relación para evitar que un escándalo salpicase a uno de sus principales ministros. Desde entonces, tanto Magda como su marido continuaron llevando un matrimonio tranquilo y sin problemas aparentes hasta finales de septiembre, cuando la pareja tuvo una pelea, debiendo el político actuar de nuevo insistiendo en que ambos siguiesen juntos. Hitler negoció un acuerdo mediante el cual la actriz sería vetada y el matrimonio seguiría haciendo apariciones públicas, todo ello sujeto a cualquier condición razonable que Magda quisiese imponer, siendo una de ellas que Goebbels solo podría acudir a Schwanenwerder y ver a sus hijos con el permiso expreso de ella. Si al cabo de un año Magda seguía firme en su intención de divorciarse, Hitler daría su consentimiento, quedando Goebbels como el responsable de la separación y reteniendo Magda la propiedad de Schwanenwerder y la custodia de los niños, además de la percepción de una considerable renta. Goebbels acató escrupulosamente el acuerdo, solicitando siempre permiso antes de acudir a visitar a sus hijos y expresando su pesar cada vez que Magda no se hallaba en la propiedad, ocupando el lugar que le correspondía a la hora de tomar el té si su esposa estaba presente. Al parecer, los niños nunca fueron conscientes de que sus padres estaban viviendo por separado en aquel entonces.

## En los medios

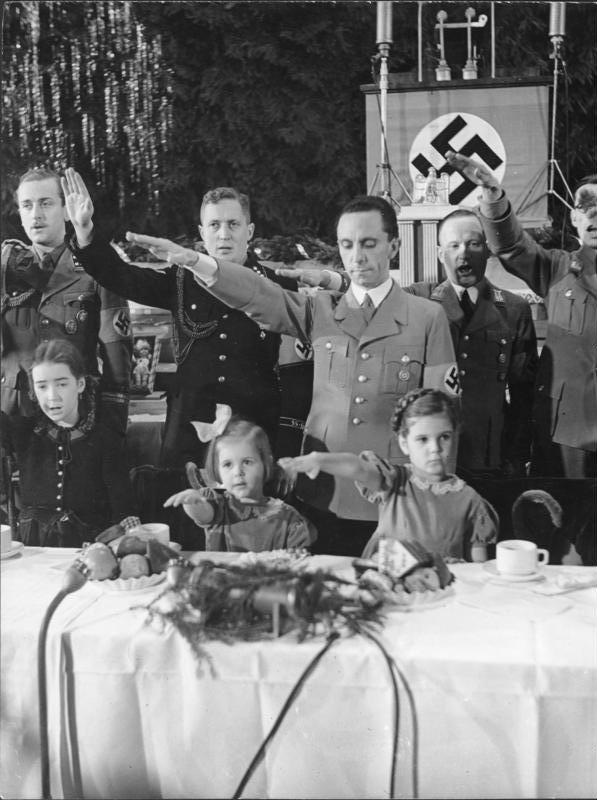
Joseph Goebbels con sus hijas Hilde (centro) y Helga (derecha) durante la entonación del himno nacional en una celebración navideña en el Saalbau Friedrichshain, en Berlín, en 1937.

En 1937, Helga e Hilde fueron fotografiadas con su padre en la Berlin Frühjahrsregatta. Al año siguiente, la reconciliación pública del mes de agosto de 1938 entre Magda y Joseph se vio cimentada por la aparición de Helga, Hilde y Helmut junto a sus padres frente a las cámaras de la UFA. En 1939, Goebbels utilizó una cámara oculta para grabar a sus hijos a modo de contraste con los niños discapacitados empleados en un documental filmado para promover la Aktion T4. Durante 1942, los niños aparecieron treinta y cuatro veces en noticiarios semanales, en los cuales se los mostraba en su vida cotidiana: ayudando a su madre, jugando en el jardín o cantando a su padre en su cuadragésimo quinto cumpleaños. En octubre del mismo año, a modo de regalo por la Die Deutsche Wochenschau, Goebbels fue mostrado jugando con sus hijos en el jardín. El 18 de febrero de 1943, Helga e Hilde fueron fotografiadas junto a Magda en uno de los eventos favoritos de Joseph, el Discurso del Sportpalast. En 1944, hacia el final de la guerra, Goebbels envió a Magda y a sus hijas mayores a un hospital militar con el fin de que fuesen filmadas para los noticieros semanales, si bien decidió abandonar el proyecto al tener conocimiento de que ver las heridas de los soldados resultaba demasiado traumático para las niñas.

## Últimos días

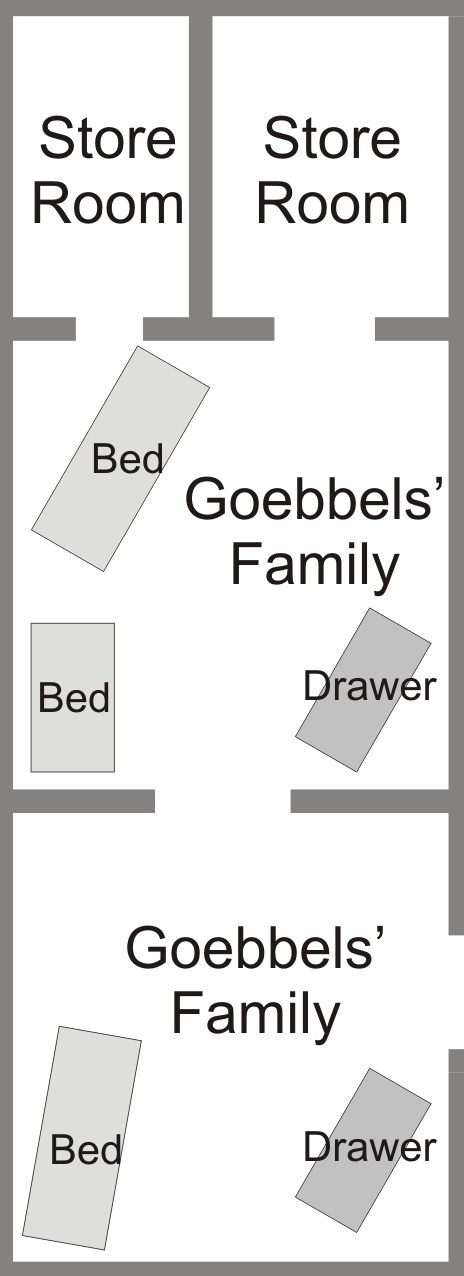
Plano de la habitación de los Goebbels en el Vorbunker

Debido a la cercanía del Ejército Rojo a finales de enero de 1945, Goebbels ordenó que su familia fuese trasladada desde Lanke hasta la relativamente segura propiedad de Schwanenwerder. Desde allí, los niños empezaron a oír al poco tiempo los sonidos de artillería, los cuales confundían con truenos, extrañándose de que pese a ello nunca lloviese. El 22 de abril de 1945, un día antes de que el Ejército Rojo alcanzase las afueras de Berlín, los Goebbels trasladaron a sus hijos al Vorbunker, el cual estaba conectado con la parte inferior del Führerbunker, bajo los jardines de la Cancillería del Reich. Hitler y unos pocos miembros del personal a su servicio dirigieron desde allí la batalla de Berlín. El presidente de la Cruz Roja Karl Gebhardt trató, sin éxito, de llevarse a los niños con él fuera de la ciudad.
El general Bernd Freytag von Loringhoven describió posteriormente a los niños como «tristes», si bien la enfermera Erna Flegel, quien tuvo mucho contacto con ellos, los describió como «simpáticos» y «absolutamente encantadores». Según informes, los niños jugaron con Blondi, la perra de Hitler, durante su estancia en el búnker, donde los pequeños compartieron una habitación. Mientras que muchos testimonios sugieren que había tres literas, Traudl Junge insistió en que solo había dos. Al parecer, los niños cantaron al unísono en el búnker para Hitler y el malherido Robert Ritter von Greim, declarando Junge haber estado con ellos la tarde del 30 de abril, cuando Hitler y Eva Braun se suicidaron.

## Muerte
Las historias sobre brutalidad y actos de violación durante la ocupación de Alemania por las tropas soviéticas circulaban por Berlín, discutiéndose en el Führerbunker sobre el suicidio como única posibilidad de evitar cualquier humillación o castigo por parte de los soviéticos. Joseph Goebbels añadió una posdata a la última voluntad y testamento de Adolf Hitler el 29 de abril estableciendo que desobedecería la orden de abandonar Berlín «por razones de humanidad y lealtad personal». De hecho, declaró que Magda y sus hijos apoyaban su negativa a dejar la capital así como su determinación de morir en el búnker, argumentando que, de ser mayores, los niños hubiesen apoyado la decisión de suicidarse. Tanto la aviadora Hanna Reitsch (quien había abandonado el búnker el 29 de abril) como Junge llevaron consigo al exterior cartas escritas por quienes se quedaron en el refugio. Entre ellas había una carta de Magda dirigida a Harald, quien se hallaba en África del Norte como prisionero de guerra.
Al día siguiente, Magda y Joseph dispusieron que el dentista de las SS Helmut Kunz inyectase morfina a sus seis hijos con el fin de dejarlos inconscientes y así poder introducirles una ampolla de cianuro en la boca. Kunz declaró posteriormente haber inyectado morfina a los niños, pero afirmó que fueron Magda y el Obersturmbannführer Ludwig Stumpfegger, médico personal de Hitler, quienes administraron las ampollas.
Rochus Misch, operador de radio del búnker, declaró que Werner Naumann le dijo que había visto al doctor Stumpfegger dar algo «dulce» a los niños para beber. Otro testimonio sostiene que los niños fueron informados de que abandonarían el búnker por la mañana para dirigirse a Berchtesgaden, ordenándose a Stumpfegger proveer a Magda de morfina para sedarlos. Erna Flegel afirmó que Magda había tranquilizado a sus hijos sobre la morfina asegurándoles que necesitaban inoculaciones debido a que estarían un largo tiempo en el búnker. El autor James P. O'Donnell concluyó que a pesar de que Stumpfegger estuvo probablemente involucrado al momento de sedar a los niños, fue la propia Magda quien los mató. Según O'Donnell, los testigos vertieron toda la culpa sobre Stumpfegger puesto que era un objetivo conveniente debido a su muerte al día siguiente. De hecho, O'Donnell afirmó que el médico probablemente estaba demasiado intoxicado en aquel momento como para haber tenido un papel relevante en las muertes.
Supuestamente, Magda había contemplado e incluso mencionado la posibilidad de matar a sus hijos un mes antes. Tras la guerra, Eleanore, cuñada de Günther Quandt, declaró que Magda había dicho que no quería que sus hijos creciesen oyendo que su padre había sido uno de los mayores criminales de la historia y que la reencarnación tal vez garantizaría a sus hijos una vida mejor.
Magda rechazó numerosas ofertas de salvación, como la de Albert Speer de sacar a sus hijos de Berlín. Los niños parecían ignorar el peligro que corrían, si bien Helga sospechaba que los adultos la estaban engañando sobre el desenlace de la guerra, preguntando qué les ocurriría. Misch fue una de las últimas personas en ver a los niños con vida. Todos estaban sentados alrededor de una mesa en su área de trabajo mientras su madre los peinaba y besaba, llevando puestos unos camisones debido a que se acercaba la hora de dormir. La más joven, Heide, había trepado hasta lo alto de la mesa. Helga, a quien Misch describió como la más brillante de los niños, estaba «llorando suavemente» justo antes de acostarse, mostrando un semblante sombrío, lo que hizo que Misch pensase que Helga sentía poco afecto por su madre. Magda tuvo que empujar a Helga hacia las escaleras para subir al Vorbunker. La pequeña Heide, quien llevaba una bufanda debido a la amigdalitis que padecía, se dio la vuelta para mirar a Misch, y mientras reía le dijo en tono de burla «Misch, Misch, du bist ein Fisch» («Misch, Misch, eres un pez») justo antes de que Magda se la llevase junto a sus hermanos. Misch declaró posteriormente que sospechaba lo que iba a suceder y que lamentaría por siempre no haber intervenido. Los cuerpos de los niños, vestidos con sus camisones y las niñas con cintas en el pelo, fueron hallados dos días después por las tropas soviéticas en las literas del búnker donde fueron asesinados.

## Hechos posteriores
El 3 de mayo de 1945, el día después de que las tropas soviéticas lideradas por Iván Klimenko descubriesen los cuerpos calcinados del matrimonio Goebbels en el jardín de la Cancillería, fueron hallados los cadáveres de los niños en el Vorbunker.
El vicealmirante Hans-Erich Voss fue conducido al jardín de la Cancillería para identificar los cuerpos al igual que el militar y periodista Hans Fritzsche. Los cadáveres fueron llevados al cementerio de Buchau, en Berlín, para serles practicada la autopsia por médicos soviéticos. A pesar de haber llevado a cabo numerosos intentos, ni siquiera Frau Behrend, abuela de los niños, llegó a saber qué había sido de los cuerpos. Los restos de la familia Goebbels, así como los de Hitler, Eva Braun, Hans Krebs y Blondi, fueron enterrados y exhumados en repetidas ocasiones. El último entierro tuvo lugar en las instalaciones del SMERSH en Magdeburgo el 21 de febrero de 1946. En 1970, Yuri Andropov, director de la KGB, autorizó la operación destinada a destruir los restos. El 4 de abril de 1970, un equipo soviético de la KGB exhumó cinco ataúdes de madera en las instalaciones de Magdeburgo, procediendo inmediatamente a su destrucción para después esparcir los restos en el río Biederitz, un afluente del cercano río Elba.
En 2005, Misch provocó controversia cuando solicitó la instalación de una placa en memoria de los seis hijos de los Goebbels. Quienes se oponían argumentaron que honrar la memoria de los hijos de un líder nazi suponía manchar la memoria de las víctimas del Holocausto. Pese a los crímenes cometidos por sus padres, Misch sostuvo que los niños eran inocentes y que tratarlos como criminales constituía un error puesto que habían sido asesinados al igual que otras víctimas durante la guerra.